# Weissfluhjoch
Das Weissfluhjoch ⓘ ist ein 2693 m ü. M. hoher Berg in den Plessuralpen in der Schweiz. Es liegt im Nordwesten von Davos im Dreieck der Regionen Landwassertal, Prättigau und Schanfigg und ist gleichsam der Hausberg der Alpenstadt. Seit dem Jahr 1932 erschliesst die Parsennbahn das Weissfluhjoch touristisch.

## Lage und Umgebung
Das Weissfluhjoch gehört zur Weissfluh-Gruppe, einer Untergruppe der Plessuralpen. Der Berg besteht aus zwei Gipfeln, dem 2693 m ü. M. hohen Ostgipfel und dem 2686 m ü. M. hohen Westgipfel. Auf dem Westgipfel treffen sich die Gemeindegrenzen zwischen Davos, Klosters-Serneus und Arosa (früher Langwies). Der Hauptgipfel liegt auf Gemeindegebiet von Davos und Klosters-Serneus. Das Weissfluhjoch wird im Südosten durch das Dorftälli eingefasst, im Nordosten durch das Meierhofer Tälli (beide Landwassertal), im Nordwesten durch das Obersäsställi (Prättigau) und im Südwesten durch das Haupter Tälli (Sapün im Schanfigg).
Zu den Nachbargipfeln gehören das Schwarzhorn im Norden, das Totalphorn im Nordosten, das Salezer Horn im Südosten, das Gross Schiahorn im Süden, das Haupter Horn im Südwesten und die Weissflue im Westen. Zwischen dem Weissfluhjoch und der Weissflue führt der Schanfigger Höhenweg vom Strelapass herkommend zum Casannapass.

## Touristisches
|  | Das Weissfluhjoch liegt im Zentrum des Skigebietes Parsenn der Davos Klosters Bergbahnen. Am Gipfel enden sieben Seilbahnen: - Parsennbahn (2. Sektion) von Davos/Höhenweg (Standseilbahn), gebaut im Jahr 1932 und im Jahr 2010 erneuert. - Gipfelbahn zur Weissflue (Pendelbahn), gebaut im Jahr 1955 und im Jahr 1983 erneuert. - Parsennhüttenbahn von der Parsennhütte (Pendelbahn), gebaut im Jahr 1961 und im Jahr 1987 erneuert. - Jochexpress vom Totalpsee (Pendelbahn), gebaut im Jahr 1982 und im Jahr 2011 zurückgebaut. - Schieferbahn (2. Sektion) von Schiefer/Obersäss (Gondelbahn), gebaut im Jahr 1987. - Totalpbahn von der Totalp (Sesselbahn), gebaut im Jahr 1988. - Parsenn Rapid vom Höhenweg (Sesselbahn), gebaut im Jahr 2000. |

Auf dem Gipfel steht ein Bergrestaurant, bestehend aus einem Selbstbedienungsrestaurant, dem bedienten Panorama-Restaurant, einer Hausbar und einer Aussichtsterrasse. Im selben Gebäude gibt es ein Sportgeschäft mit Testcenter, Vermietung, Depot und Service. Im nördlich gelegenen Gebäude ist die Einsatzzentrale des Parsenndienstes untergebracht, der den Rettungsdienst für die zwei Skigebiete Parsenn und Pischa sicherstellt.

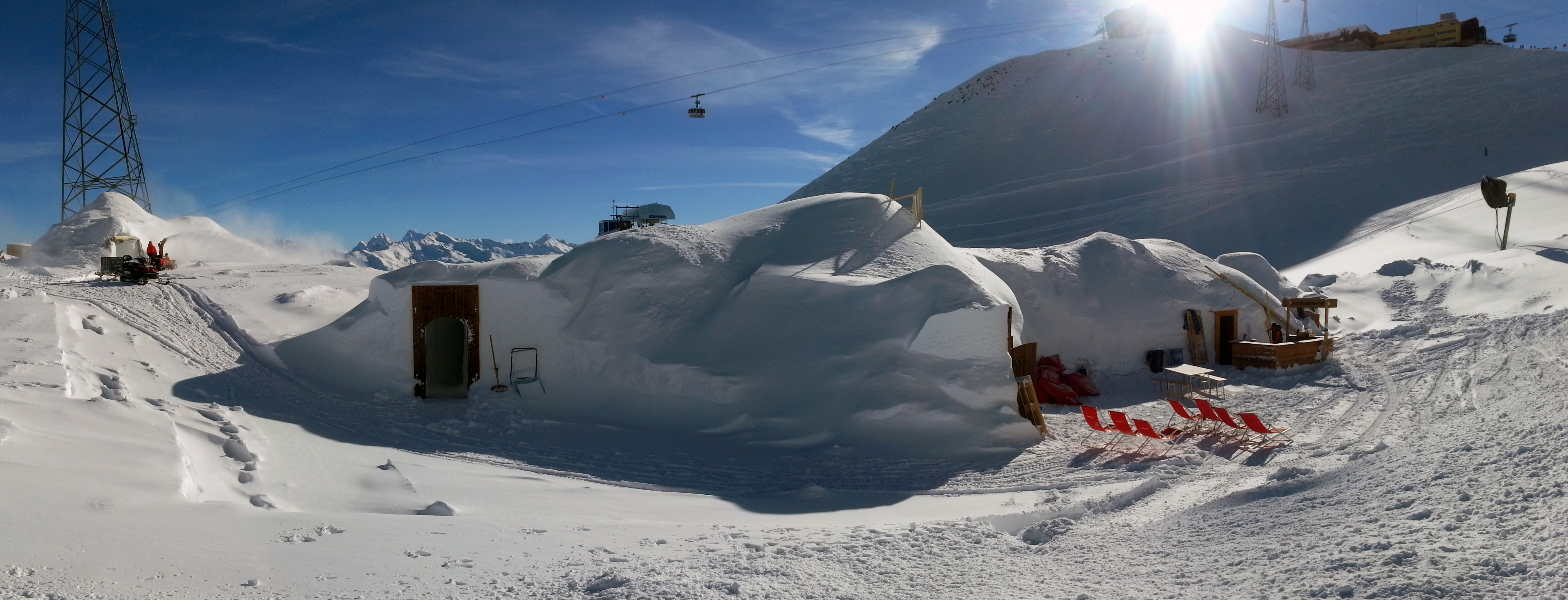
Iglu-Dorf.

Nördlich des Weissfluhjoch, auf 2620 m ü. M. wird jedes Jahr ein Iglu-Dorf gebaut. Dazu werden 3 bis 5 Meter grosse Luftballons aufgeblasen und mit Kunstschnee eingeschneit. Die Luftballons werden anschliessend wieder entfernt und der Innenraum ausgebaut. Die Iglus sind jeweils ab Ende Dezember bezugsbereit. Es kann zwischen einem Standard-Iglu für sechs Personen und einem Romantik-Iglu für zwei Personen gewählt werden. Im Iglu-Dorf gibt es einen warmen Whirlpool und eine Sauna.
Auch im Sommer wird das Weissfluhjoch oft besucht. Es ist Ausgangspunkt für viele Wanderungen, Biketouren und Downhillstrecken sowie Startplatz für Gleitschirmflieger.

## Schnee- und Lawinenforschung

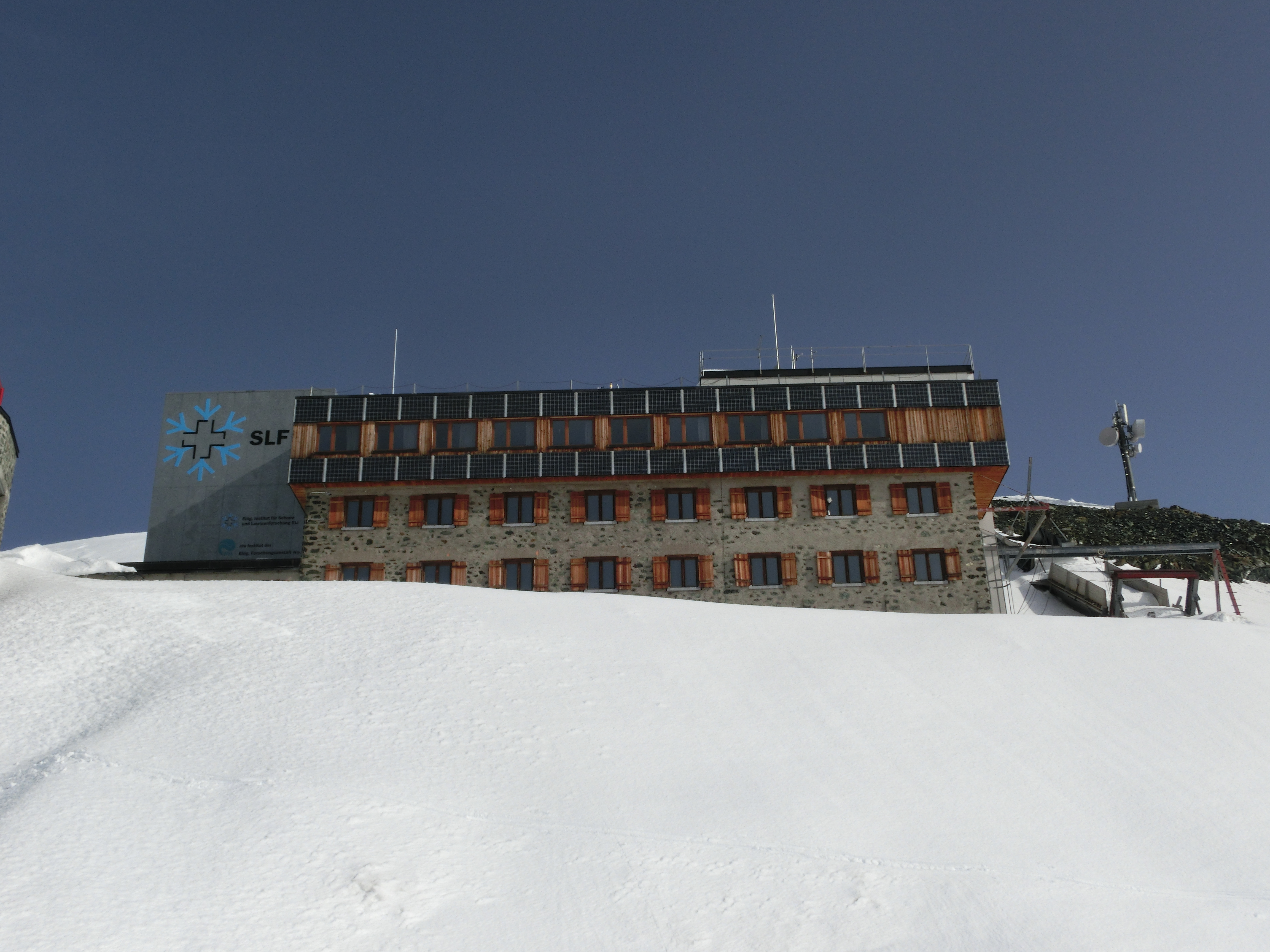
Ehemaliges Institutsgebäude am Weissfluhjoch.

Auf dem Gipfel steht das ehemalige Institutsgebäude des WSL-Instituts für Schnee- und Lawinenforschung SLF. Bereits 1936 wurde ein erstes Labor zur Untersuchung der Schneemetamorphose und Lawinenbildung auf dem Weissfluhjoch eingerichtet. Die Parsennbahn hat damals eine Holzbaracke und einen Arbeitsraum zur Verfügung gestellt. Die Holzbaracke wurde jeden Winter eingeschneit und erfüllte so ihre Funktion als natürliches Kältelabor. 1942 wurde das Eidgenössische Institut für Schnee- und Lawinenforschung, Davos-Weissfluhjoch gegründet und das erste Institutsgebäude auf dem Weissfluhjoch wurde bezogen. 1944 wurden die ersten Kältelaboratorien in Betrieb genommen.
1945 ging die Verantwortung für die Lawinenwarnung von der Schweizer Armee zum SLF über. Im Institutsgebäude wurde ein Lawinenwarnraum eingerichtet, aus dem zuerst wöchentlich, später täglich das Lawinenbulletin über Radio und Presse gesendet wurde. Durch diese täglichen Lawinenbulletins während den Mittagsnachrichten erlangten das SLF und damit auch das Weissfluhjoch schweizweit Bekanntheit in der Bevölkerung. Im Jahre 1956 wurde neben dem Institutsgebäude eine Schneegleitbahn errichtet. Die Versuche mit der Schneegleitbahn gaben Aufschluss über das Fliessverhalten von Schnee, über seine Druckwirkung beim Auftreffen auf feste Hindernisse und über die Bremswirkung von gegliederten Hindernissen. Im Lawinenwinter 1968 wurde die Region Davos besonders stark vom Schnee getroffen. Das Institut war für drei Wochen isoliert. Im Jahre 1996 wurde das neu erbaute Institutsgebäude an der Flüelastrasse in Davos Dorf zum Hauptsitz des SLF. Das ehemalige Institutsgebäude auf dem Weissfluhjoch wurde im Oktober 2019 an die Bergbahnen Davos Klosters AG verkauft.
Etwa 500 m südöstlich des Weissfluhjochs, auf (2540 m) liegt das Versuchsfeld Weissfluhjoch (5WJ). Seit Herbst 1936 werden hier täglich die Wetter- und Schneeverhältnisse beobachtet. Zugänglichkeit und die zahlreichen Lawinenhänge in der Umgebung trugen dazu bei, dass viele Forschende unzählige massgebende Experimente und Studien zur Schneemechanik, Schneemetamorphose, Schneecharakterisierung und Messmethodik auf dem Versuchsfeld durchführen konnten. Ausserdem testeten sie Prototypen von Instrumenten, eichten Fernerkundungsprodukte oder verwendeten die Daten vom Versuchsfeld, um ihre Schneedeckenmodelle mit Modellen anderer Forscher zu vergleichen. Das Versuchsfeld Weissfluhjoch ist heute weltweit der einzige Ort auf dieser Höhenlage, von dem seit über 80 Jahren tägliche Messungen der Schneehöhe und des Neuschnees vorliegen. Unter den Forschenden hat das Testfeld weltweite Bekanntheit errungen. Die aktuellen Schnee- und Wetterdaten können auf der Website des SLF angeschaut werden.

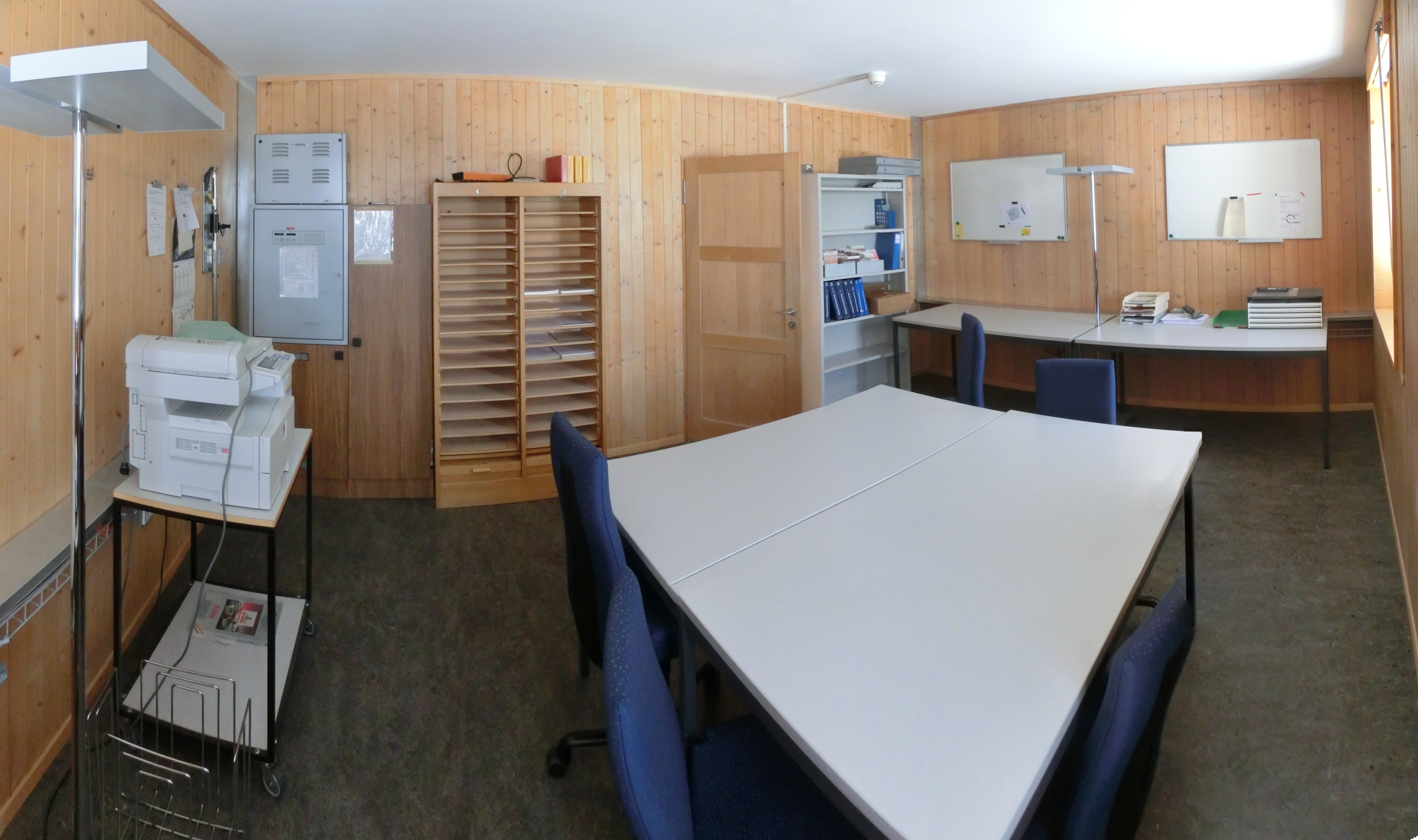
Ehemaliger Lawinenwarnraum im ehemaligen Institutsgebäude.
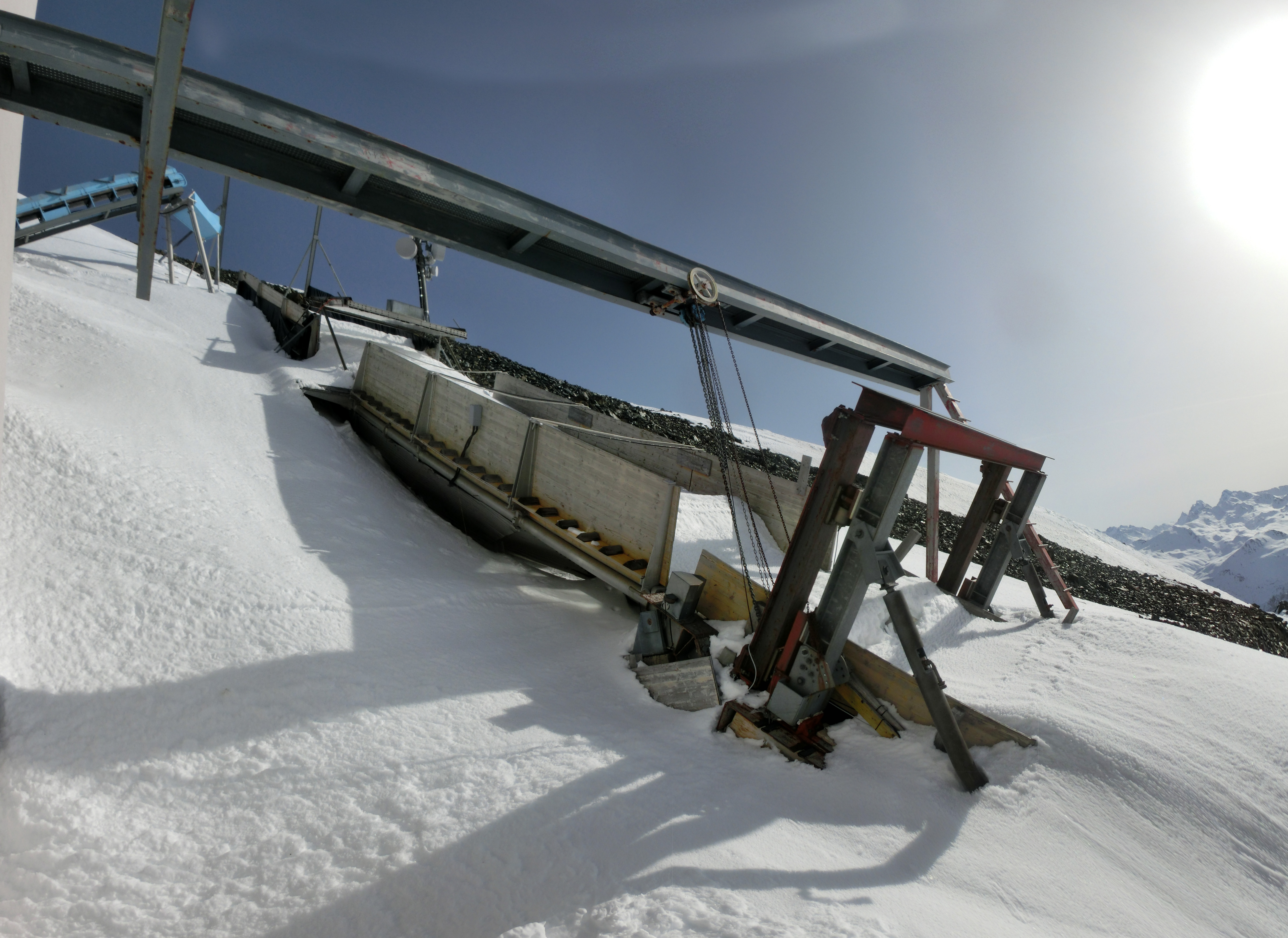
Schneegleitbahn des SLF.
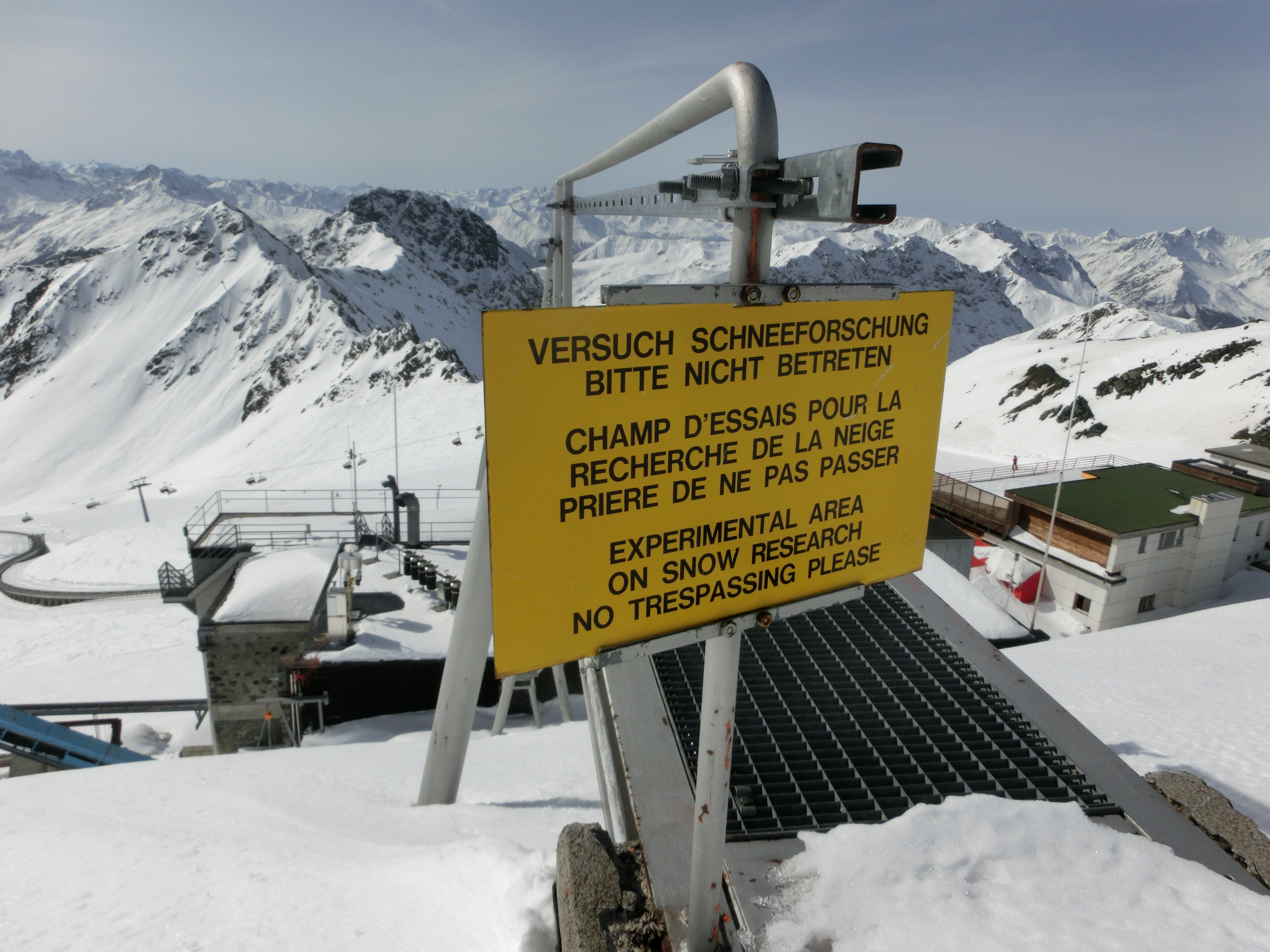
Schild auf dem Dach des ehemaligen Institutsgebäudes.
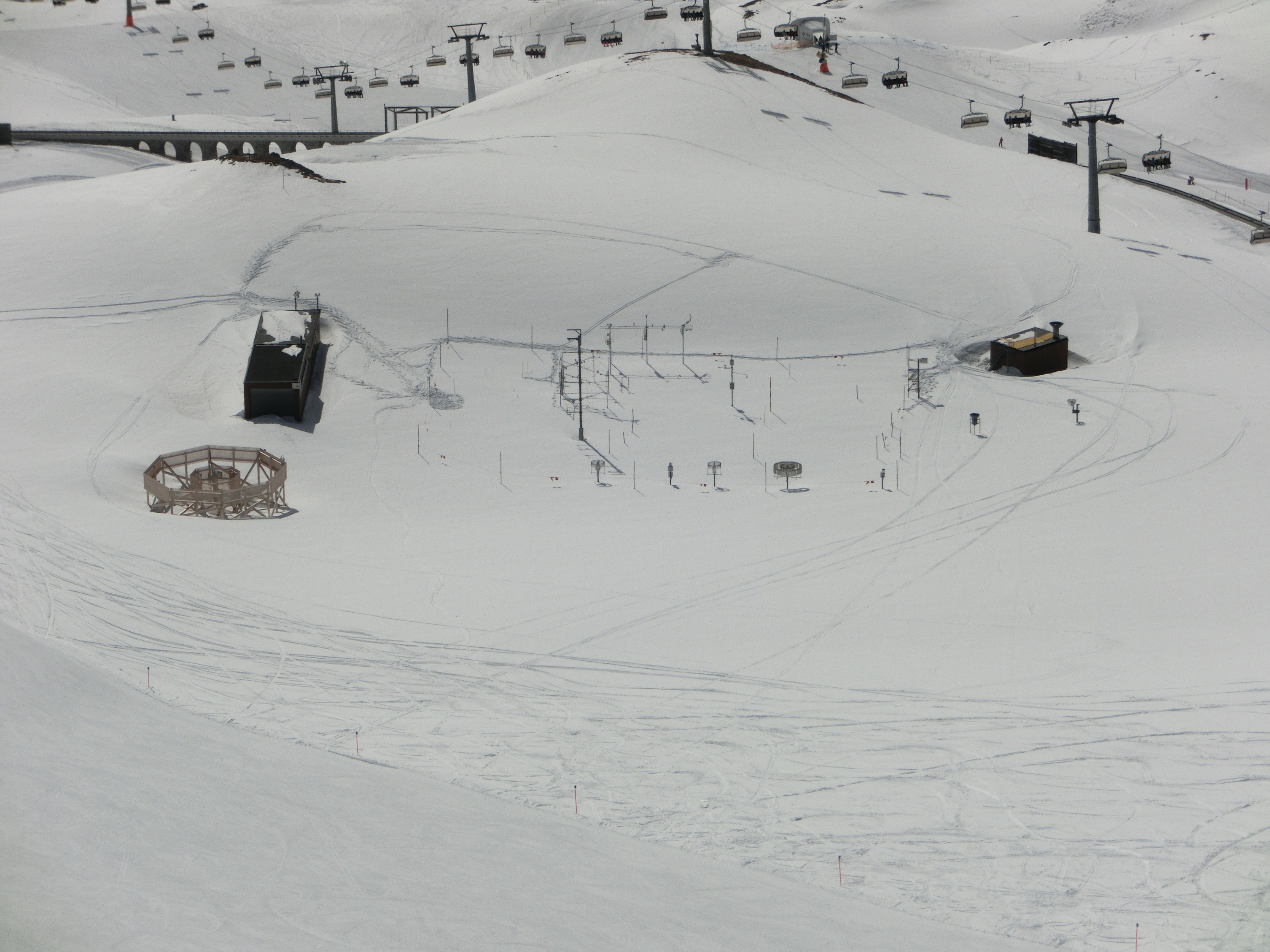
Das Versuchsfeld südöstlich des Weissfluhjochs.
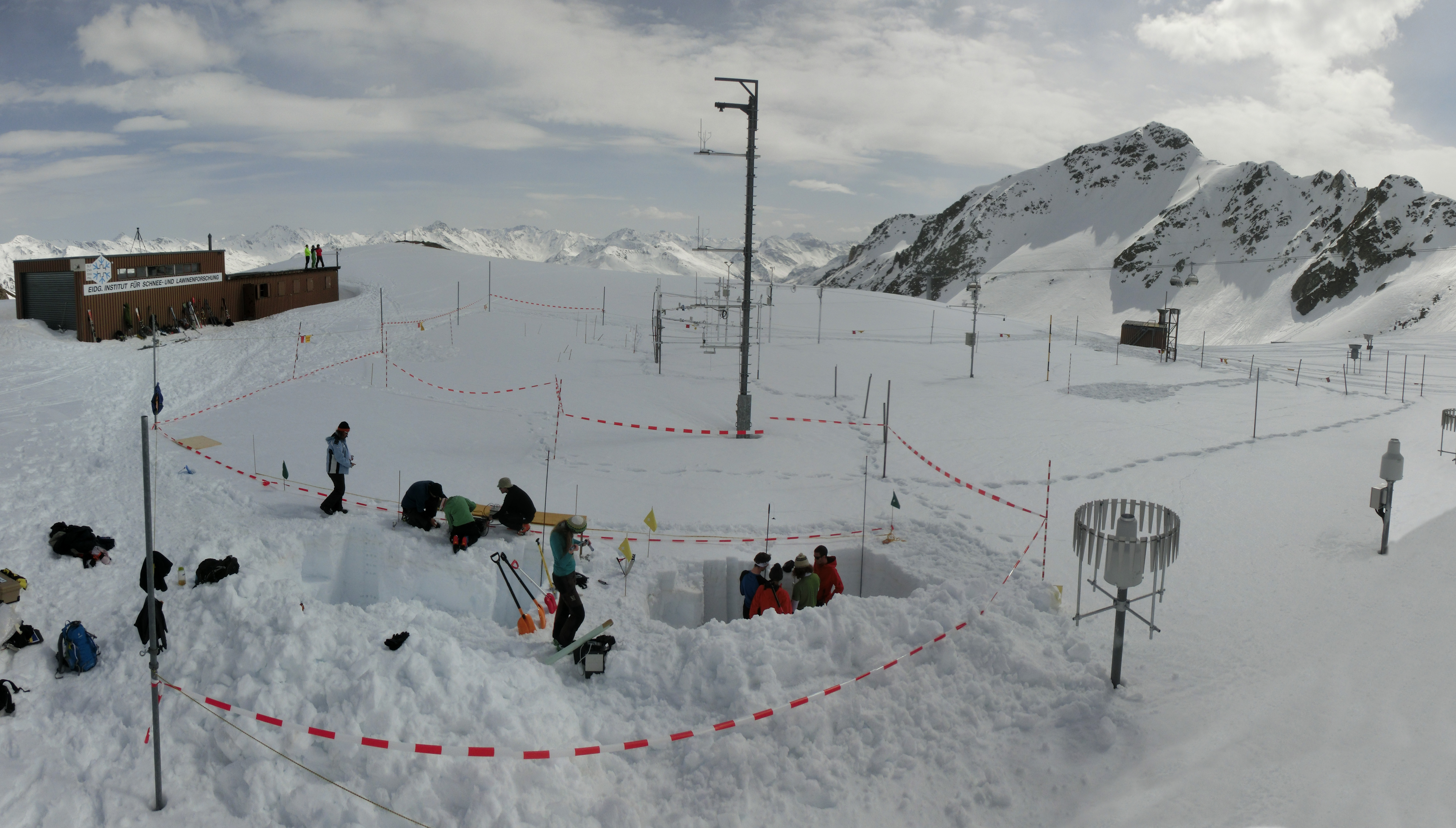
Forscher auf dem Versuchsfeld.

## Klima
Das Weissfluhjoch liegt in der gemässigten Klimazone. Die einzelnen Jahreszeiten sind stark ausgeprägt. Durchschnittlich fallen etwa 120 mm Niederschlag pro Monat und 1439 mm pro Jahr. Im niederschlagsreichsten Monat August fällt zweieinhalb Mal so viel Niederschlag wie im niederschlagsärmsten Monat Februar. Im Durchschnitt ist an 148 Tagen im Jahr mit mehr als einem Millimeter Niederschlag zu rechnen.
Die Jahresmitteltemperatur beträgt für die Normalperiode 1991–2020 −1,5 °C. Wärmster Monat ist der August mit einer Monatsmitteltemperatur von 6,6 °C. Sommertage mit Temperaturen von mindestens 25 °C gibt es im Mittel keine pro Jahr, dementsprechend auch keine Hitzetage mit Temperaturen über 30 °C. Am 30. Juni 2025 wurde mit 20,3 °C erstmals in einem Juni die 20-Grad-Marke überschritten. Im Winter liegen die durchschnittlichen Tagesmitteltemperaturen deutlich unter dem Gefrierpunkt. Der kälteste Monat ist der Februar mit einer mittleren Temperatur von −8,5 °C. Langjährige Mittelwerte weisen fürs Weissfluhjoch pro Jahr 255 Frosttage (Minimaltemperatur < 0 °C) und 162 Eistage (Maximaltemperatur < 0 °C) aus.
Das Weissfluhjoch hat im Durchschnitt 1894 Stunden Sonnenschein pro Jahr, und damit wird 45 % der maximal möglichen Sonnenscheindauer erreicht. Es gibt durchschnittlich 97 heitere Tage (Tage mit mehr als 80 % Sonnenscheindauer) und 132 trübe Tage (Tage mit weniger als 20 % Sonnenscheindauer) am Weissfluhjoch.
Die mittlere Windgeschwindigkeit für die in der Normalperiode 1991–2020 beträgt 5,3 m/s. Die Windrose für die Messperiode 2010–2020 zeigt auf, dass Winde aus nordwestlichen und südlichen Richtungen überwiegen. Die höchsten mittleren Windgeschwindigkeiten werden bei Nordwestwind erreicht.
Pro Jahr gibt es am Weissfluhjoch 939 cm Neuschnee, wobei es im Dezember am meisten (136 cm) und im August am wenigsten (12 cm) schneit. An 113 Tagen pro Jahr gibt es mindestens 1 cm Neuschnee, wobei die Monate März und Dezember die Monate mit den meisten Neuschneetagen sind (14,3 Tage). Es gibt keine Monate im Jahr mit durchschnittlich 0 Neuschneetagen. Am wenigsten Neuschneetage gibt es im August (2,1 Tage). An 270,1 Tagen im Jahr liegt am Weissfluhjoch durchschnittlich mehr als 1 cm Schnee. Sogar im August liegt durchschnittlich an 1,9 Tagen Schnee (Schneedecke > 0 cm). Die Messstation von MeteoSchweiz liegt auf einer Höhe von 2691 m ü. M.
Aus den langjährigen Messungen vom WSL-Institut für Schnee- und Lawinenforschung SLF sind ausserdem folgende Schneedaten bekannt:
- 75 % der Niederschläge fallen in Form von Schnee.
- Die höchste je gemessene Schneehöhe war 3,66 m (9. März 1945).
- Die Schneehöhe am 1. Januar schwankt zwischen 38 cm (1949) und 2,22 m (1975).
- Im Mittel liegt am Weissfluhjoch vom 18. Oktober (Extrema: 6. September 1984/25. November 1983) bis zum 9. Juli (Extrema: 3. Juni 1947/15. August 1983) Schnee.
- Der Klimawandel hat auf dieser Höhe bis jetzt noch keinen Einfluss auf die Winterschneedecke.
- An 34 % aller Tage wurde mindestens eine Lawine in der Umgebung beobachtet, an 46 % keine und an 20 % der Tage war eine Beobachtung nicht möglich.

|                        | Jan   | Feb   | Mär  | Apr  | Mai  | Jun  | Jul  | Aug  | Sep  | Okt  | Nov  | Dez  |   |       |
| Mittl. Temperatur (°C) | −7,8  | −8,5  | −6,6 | −4,0 | 0,1  | 3,9  | 6,2  | 6,6  | 3,0  | 0,3  | −4,2 | −6,9 | ⌀ | −1,5  |
| Mittl. Tagesmax. (°C)  | −5,3  | −5,9  | −4,1 | −1,5 | 2,7  | 7,3  | 10,2 | 10,6 | 6,5  | 3,4  | −1,7 | −4,3 | ⌀ | 1,5   |
| Mittl. Tagesmin. (°C)  | −10,4 | −11,2 | −9,3 | −6,5 | −2,3 | 1,3  | 3,2  | 3,7  | 0,5  | −2,2 | −6,7 | −9,6 | ⌀ | −4,1  |
|                        |       |       |      |      |      |      |      |      |      |      |      |      |   |       |
| Niederschlag (mm)      | 108   | 80    | 96   | 79   | 116  | 166  | 181  | 198  | 123  | 97   | 92   | 103  | Σ | 1439  |
|                        |       |       |      |      |      |      |      |      |      |      |      |      |   |       |
| Sonnenstunden (h/d)    | 4,6   | 5,1   | 5,4  | 5,4  | 5,4  | 5,6  | 6,0  | 5,8  | 5,4  | 5,3  | 4,3  | 3,9  | ⌀ | 5,2   |
|                        |       |       |      |      |      |      |      |      |      |      |      |      |   |       |
| Regentage (d)          | 10,5  | 9,6   | 12,0 | 11,6 | 14,2 | 15,4 | 15,2 | 15,0 | 12,1 | 10,0 | 10,9 | 11,0 | Σ | 147,5 |
|                        |       |       |      |      |      |      |      |      |      |      |      |      |   |       |
| Luftfeuchtigkeit (%)   | 64    | 66    | 72   | 77   | 81   | 82   | 80   | 79   | 78   | 71   | 70   | 66   | ⌀ | 73,9  |

| −10,4 |

| −11,2 |

| −9,3 |

| −6,5 |

| −2,3 |

| 1,3 |

| 3,2 |

| 3,7 |

| 0,5 |

| −2,2 |

| −6,7 |

| −9,6 |

| −10,4 |

| −11,2 |

| −9,3 |

| −6,5 |

| −2,3 |

| 1,3 |

| 3,2 |

| 3,7 |

| 0,5 |

| −2,2 |

| −6,7 |

| −9,6 |

## Routen zum Gipfel

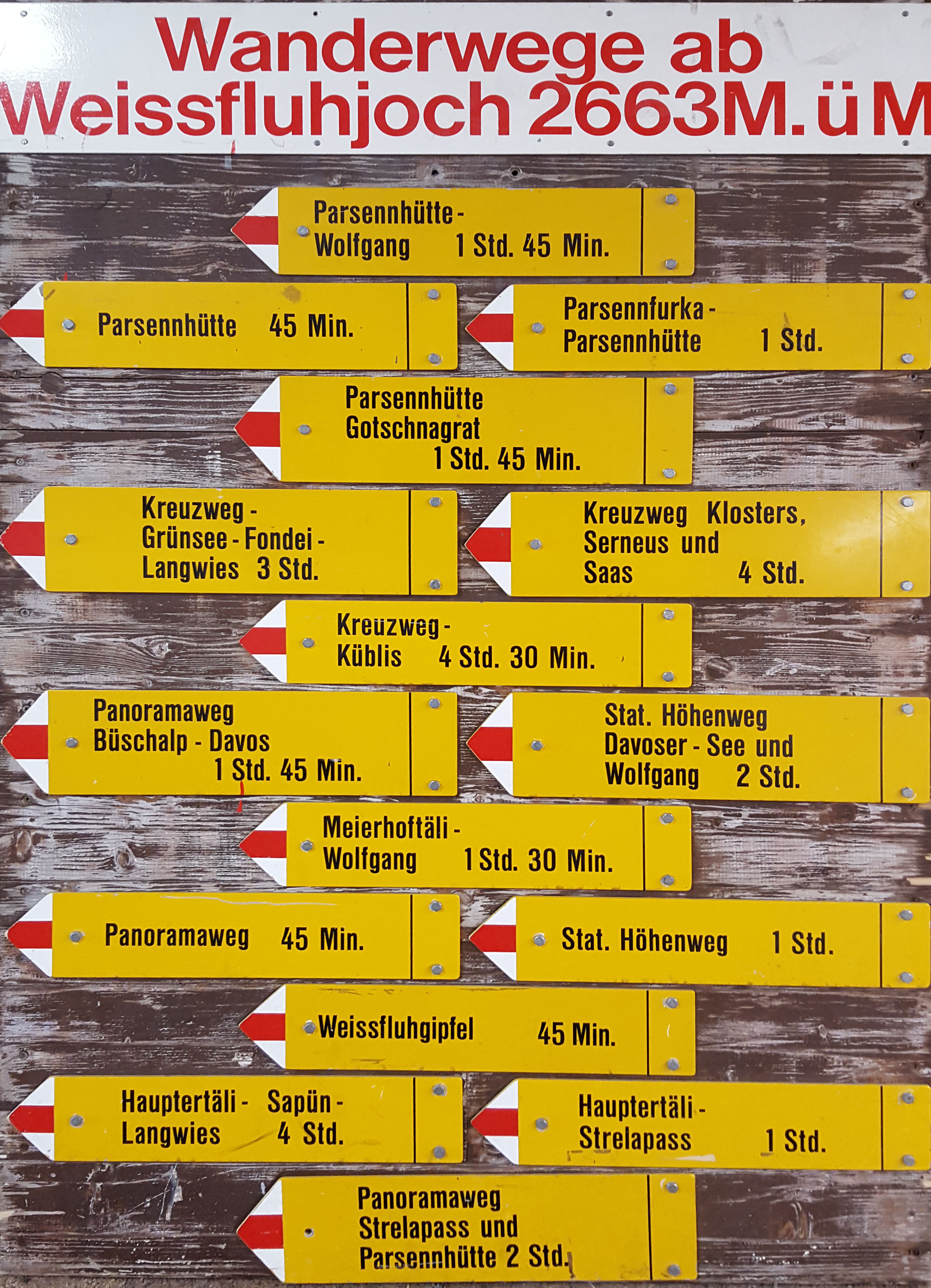
Wegweiser in der Station Weissfluhjoch.

Das Weissfluhjoch ist nicht nur Ziel, sondern auch Ausgangspunkt für zahlreiche Wanderungen. Deshalb sind im Folgenden nicht nur die Zeiten für die Routen zum Gipfel, sondern auch für den Rückweg angegeben. Die Wanderwege sind im Gelände gut markiert und auf Wanderkarten eingetragen.

### Durch das Dorftälli
- Ausgangspunkt: Davos (1560 m) oder Höhenweg (2218 m)
- Schwierigkeit: T2, B, als Wanderweg weiss-rot-weiss markiert.
- Zeitaufwand: 1¼ Stunden vom Höhenweg (¾ Stunden zurück), oder 3½ Stunden von Davos (2¼ Stunden zurück)
- Alternative: Von Davos via Meierhofer Berg zum Höhenweg (+¼ Stunde)

### Durch das Meierhofer Tälli
- Ausgangspunkt: Davos (1560 m) oder Wolfgang (1631 m)
- Via: Meierhofer Berg, Meierhofer Tälli, Totalpsee, Wasserscheidi
- Schwierigkeit: T2, B, als Wanderweg weiss-rot-weiss markiert.
- Zeitaufwand: 3½ Stunden (2½ Stunden zurück)
- Alternative: via Totalp +½ Stunde (+¼ Stunde zurück)

### Via Parsennhütte
- Ausgangspunkt: Gotschnagrat (2281 m) oder Wolfgang (1631 m)
- Via: Parsennhütte, Totalpsee, Wasserscheidi
- Schwierigkeit: T1, B, als Wanderweg weiss-rot-weiss markiert.
- Zeitaufwand: 2 Stunden vom Gotschnagrat (1¾ Stunden zurück) oder 3¼ Stunden vom Wolfgang (2¼ Stunden zurück)
- Alternative: via Parsennfurgga, Obersäsställi (+0 Stunden)

### Durch das Obersäsställi
- Ausgangspunkt: Langwies (1377 m), Klosters (1206 m) oder Serneus (995 m)
- Via: Kreuzweg
- Schwierigkeit: T2, B, als Wanderweg weiss-rot-weiss markiert.
- Zeitaufwand: 5 Stunden von Langwies (3½ Stunden zurück), 5½ Stunden von Klosters (4 Stunden zurück) oder 5½ Stunden von Serneus (3¾ Stunden zurück)

### Durch das Haupter Tälli
- Ausgangspunkt: Langwies (1377 m), Höhenweg (2218 m), Schatzalp (1861 m) oder Davos (1560 m)
- Via: Strelapass (2352 m), Felsenweg
- Schwierigkeit: T2, B, als Wanderweg weiss-rot-weiss markiert.
- Zeitaufwand: 4¾ Stunden von Langwies (3½ Stunden zurück), 2¾ Stunden vom Höhenweg (2¼ Stunden zurück), 2¾ Stunden von der Schatzalp (1¾ Stunden zurück) oder 4 Stunden von Davos (2¾ Stunden zurück)

## Galerie

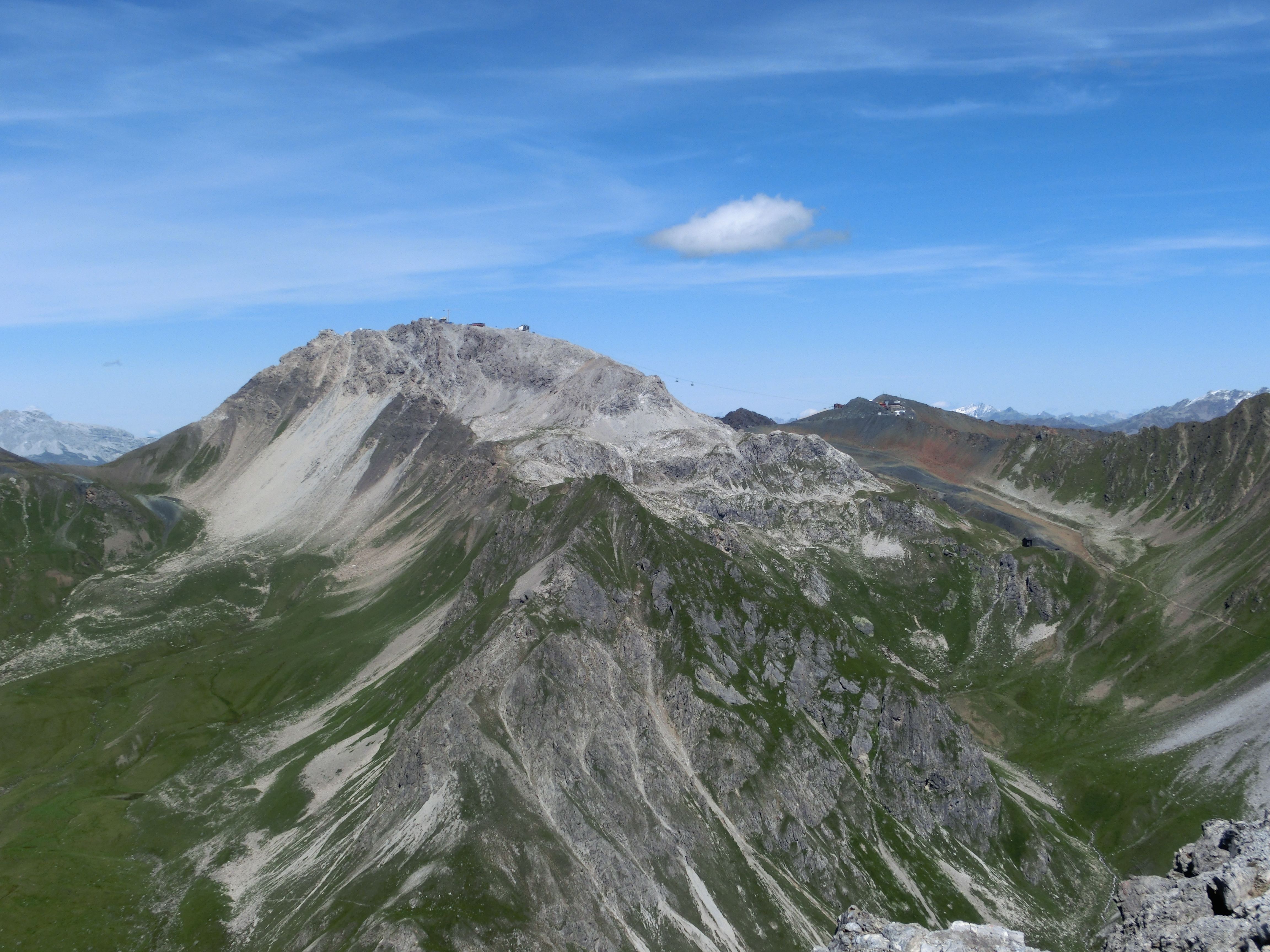
Weissflue (links), Weissfluhjoch (rechts) und die Gipfelbahn dazwischen, aufgenommen von der Chüpfenflue
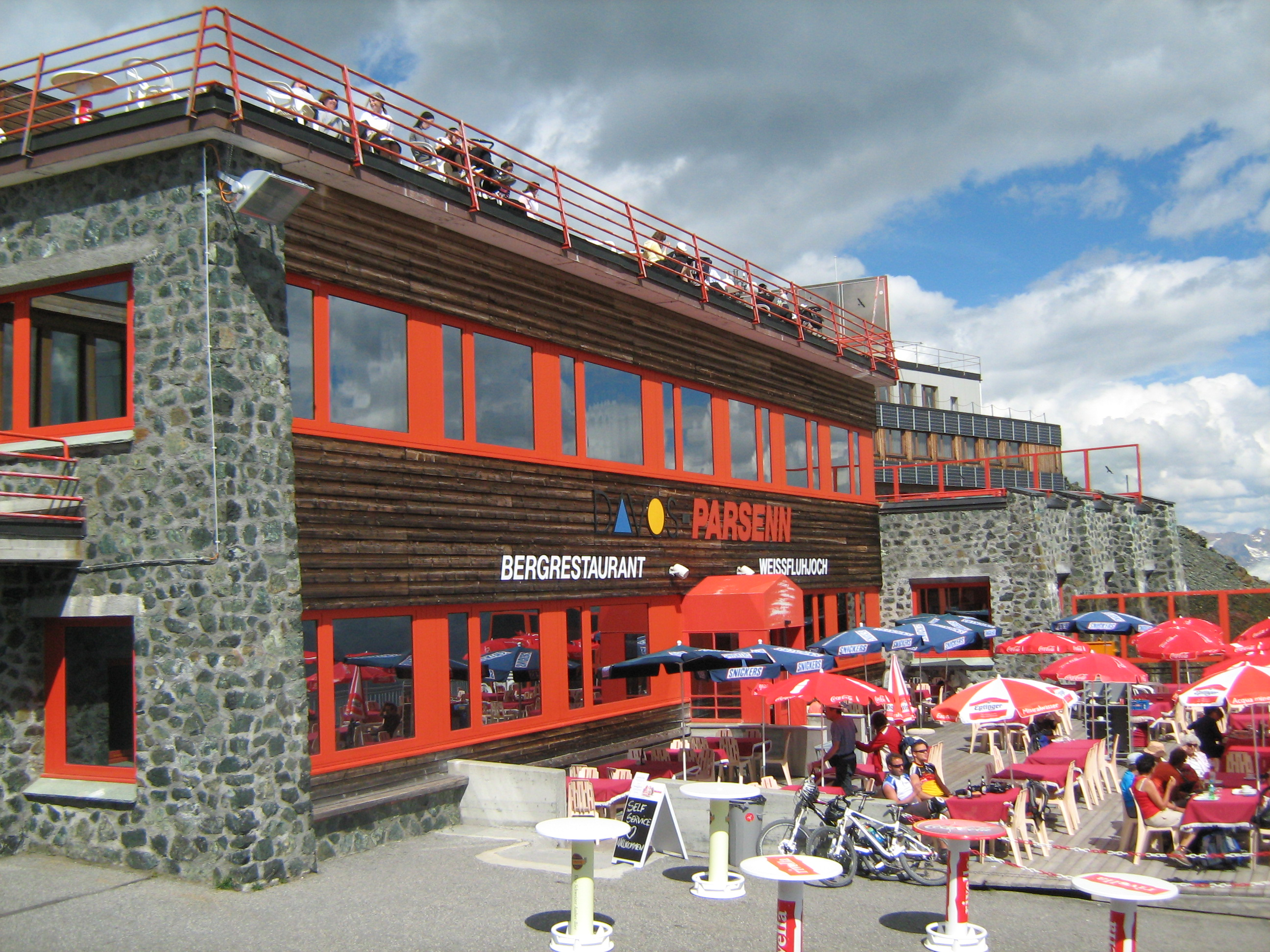
Bergrestaurant Weissfluhjoch mit Terrasse, Selbstbedienungsrestaurant (unten) und Panorama-Restaurant (oben)
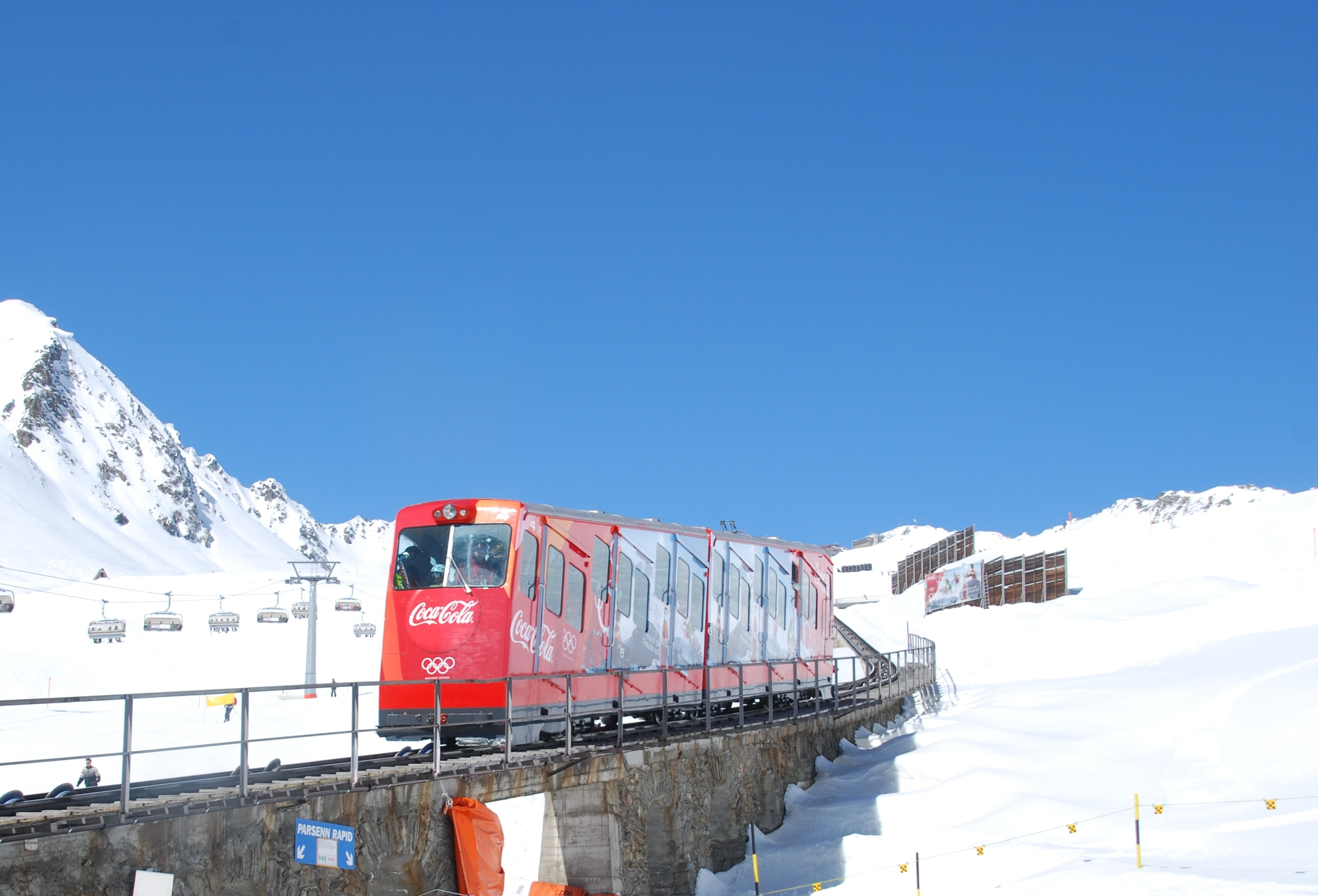
Die Parsennbahn vor der Renovierung im Jahr 2010
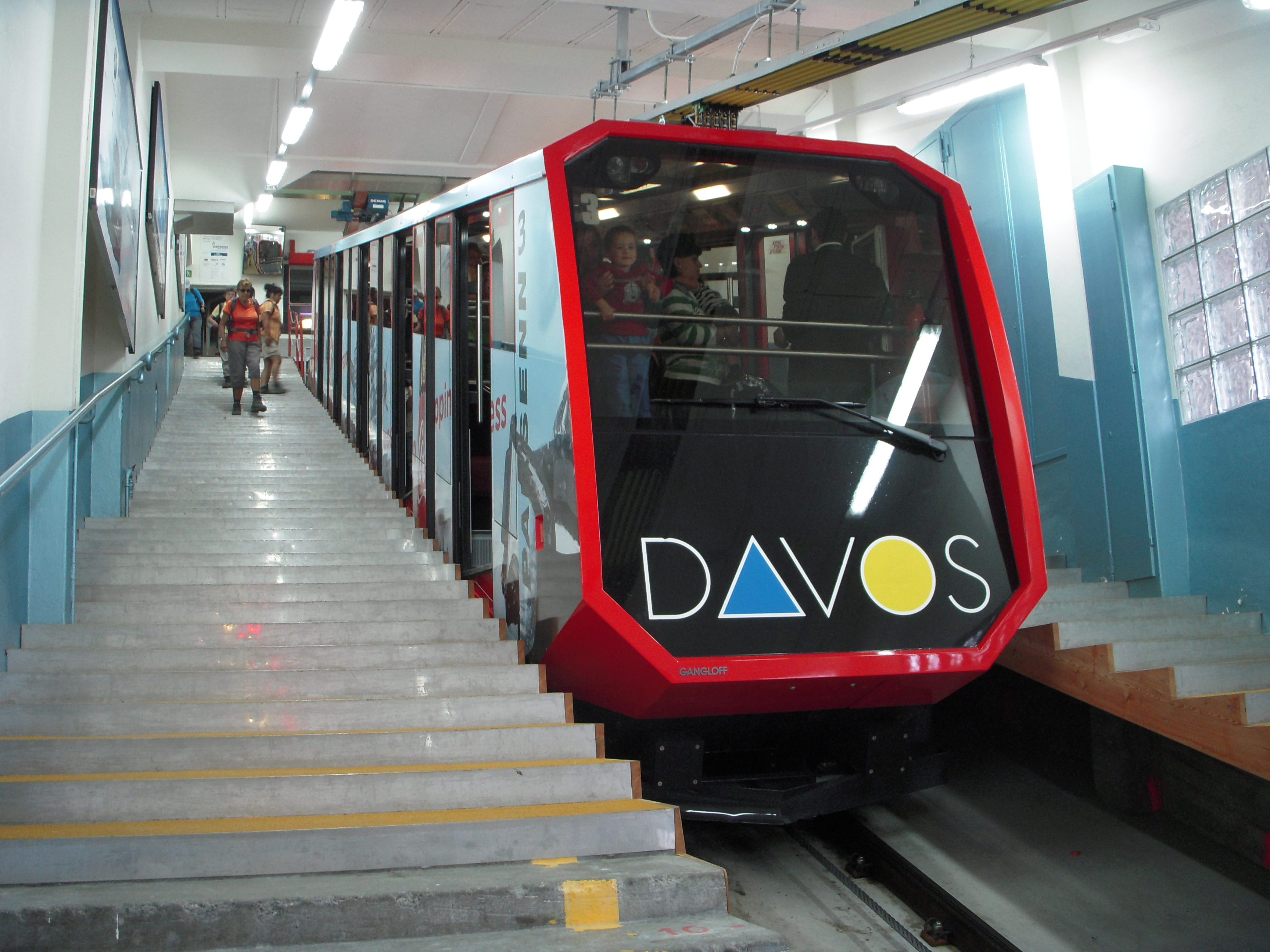
Die neue Parsennbahn in der Bergstation Weissfluhjoch
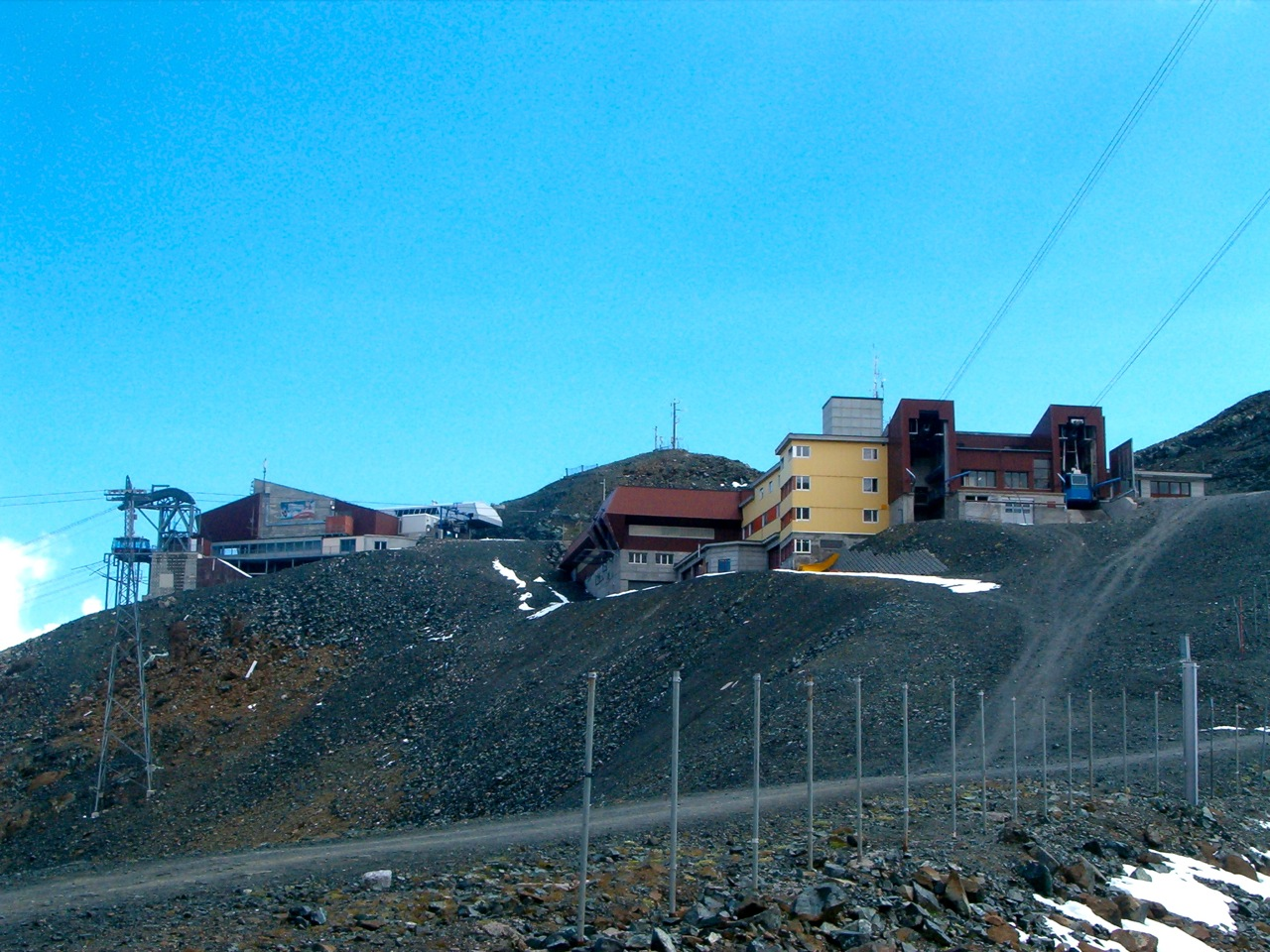
Die Seilbahnstationen am Weissfluhjoch, Ansicht von Norden
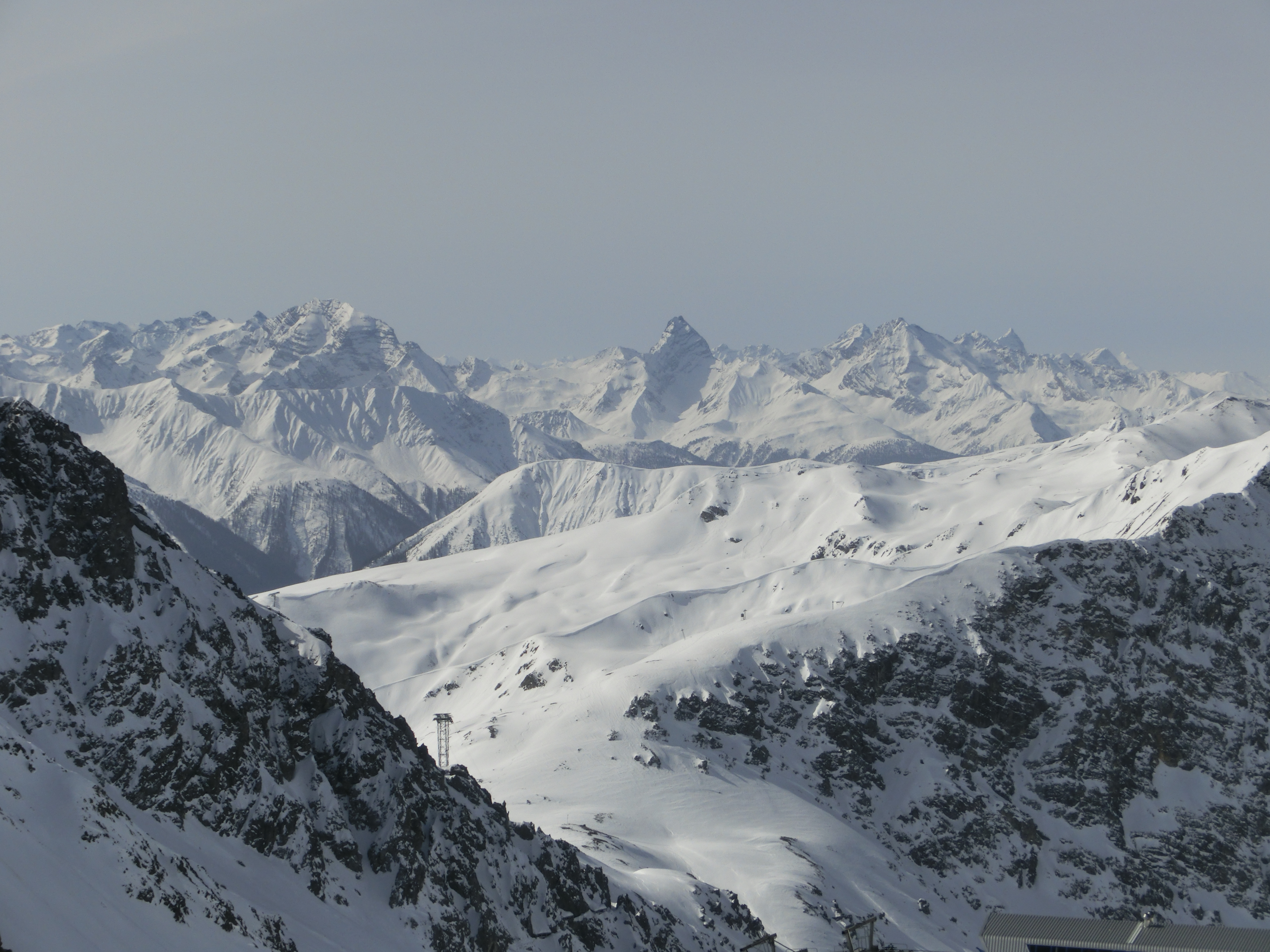
Blick nach Südosten zu den Bergüner Stöcken mit Piz Ela (links), Tinzenhorn (Mitte) und Piz Mitgel (rechts)